# يوم واحد عادي
يوم واحد عادي (هانغل: 어느 날)؛ هو مسلسل تلفزيوني كوري جنوبي، من بطولة كيم سو هيون وتشا سيونغ وون. وهو مبني على المسلسل التلفزيوني البريطاني العدالة الجنائية الذي كتبه بيتر موفات، عرض على منصة كوبانج بلاي من 27 نوفمبر إلى 19 ديسمبر من عام 2021، وهو متاح على منصة VIU. وهي أول دراما كورية أصلية لمنصة كوبانج بلاي.

## القصة
يخوض المسلسل في نظام العدالة الجنائية من خلال قصة رجلين متورطين في قتل امرأة.

## طاقم
- كيم سو هيون في دور كيم هيون سوو.[10]

طالب جامعي عادي تنقلب حياته رأسًا على عقب عندما يصبح بشكل غير متوقع المشتبه به الرئيسي في قضية القتل، إنه شخص يستخدم الشر ليحيا في عالم أناني لا يرحم.
- تشا سيونغ وون

محامي نجح بالكاد في امتحان المحاماة والشخص الوحيد الذي يمد يده لمساعدة كيم هيون سوو.

### أدوار داعمة
- كيم شين روك في دور اهن تاي هي[11]

مدع عام تريد أن تصبح المدير العام للادعاء العام.
- لي سيول في دور سيو سو جين[12]

محامية من شركة محاماة شهيرة وهي تتابع القضية كيم هيون سو.
- كيم سونغ كيو في دو جي تاي[13]
- يانغ كيونغ وون بدور بارك دو سيك[14]
- كيم هونغ با[14]
- جونغ جي هو[15]
- كيم يونغ آه في دور هونغ جيونغ آه[16]
- مون يي وون بدور كانغ دا كيونغ، صحفي واثق من نفسه يحقق في مقتل امرأة ويغطي القضية طوال الوقت لكتابة مقالات حصرية.[17]

## الإنتاج

### صناعة
في 5 يناير 2021، أُعلن أن تشوروك بايم ميديا وإستوديو إم وكالة جولد ميدالست، انهم سيشتركون في إنتاج مسلسل تلفزيوني مبني على سلسلة جرائم العدالة الجنائية التابعة لقناة لهيئة الإذاعة البريطانية (بي بي سي). وهي أول دراما أصلية لمنصة كوبانج بلاي. حصلت منصة «كوبانج بلاي» على حقوق التوزيع والبث حصري محليا، هي خدمة بث فيديو كورية جنوبية قائمة على الاشتراك أطلقتها شركة كوبانج في ديسمبر 2020.

### تكلفة الإنتاج
هي دراما كورية ضخمة، حيث تصل تكلفتها حوالي 20 مليار وون، كما حصل الممثل الرئيسي كيم سو هيون على 500 مليون وون لكل حلقة بحوالي 4 مليارات وون من الميزانية.
أكدت هيئة الإذاعة البريطانية الاقتباس في 13 يناير عبر مركزها الإعلامي.

### طاقم فني
اختير كيم سو هيون وتشا سيونغ-وون في دور البطولة، كما سيكتب المشروع كوان سون كيو، واخراجه بواسطة لي ميونغ وو، هو مخرج قسم إس بي إس لدراما والذي استقال بعد مسلسل الكاهن الناري عام 2019.

### التصوير
بدأ التصوير في النصف الأول من عام 2021.

## البث الدولي
في سبتمبر 2021، أعلنت شركة تشوروك بايم ميديا ان الدراما الخاصة بها«يوم واحد عادي» قد بيعت حقوق البث في اليابان، ووقعت عقد ترخيص بيع لحقوق البث في 17 دولة في الخارج بما في ذلك جنوب شرق آسيا والشرق الأوسط، وجنوب افريقيا. وقعت شركة «Viu» التابعة لمجموعة "PCCW Group"، أحد أكبر مزودي خدمات بث الفيديو (OTT) في آسيا، عقد ترخيص وسيكون المسلسل متوفر للبث على المنصة.

## روابط خارجية
- يوم واحد عادي على موقع IMDb (الإنجليزية)
- يوم واحد عادي على موقع كينوبويسك (الروسية)
- يوم واحد عادي على موقع قاعدة بيانات الفيلم (الإنجليزية)
- يوم واحد عادي على هانسينما